# جوش ستانسبيري
جوش ستانسبيري (بالإنجليزية: Josh Stansbury؛ مواليد 19 نوفمبر 1984) هو مُقاتل فنون قتالية مختلطة أمريكي.

## وصلات خارجية
- جوش ستانسبيري على موقع يو إف سي (الإنجليزية)
- جوش ستانسبيري على موقع بيلاتور (الإنجليزية)
- جوش ستانسبيري على موقع شيردوغ (الإنجليزية)
- جوش ستانسبيري على موقع IMDb (الإنجليزية)